# جي. سكوت ماكليود
جي. سكوت ماكليود هو رسام كندي، ولد في 11 فبراير 1965 في رد دير في كندا.

## وصلات خارجية
- الموقع الرسمي